# Pietrafitta
Pietrafitta és un municipi (comune) de 1.356 habitants a la província de Cosenza, a Calàbria. Es troba a una altitud de 700 m i té 1.356 habitants (2012)
Formaven part d'aquest municipi les localitats menors (frazioni) de Torzano i Sant'Ippolito, que en la dècada dels anys 90 del segle xix van passar al comune de Cosenza.
L'any 1202 a Pietrafitta, i exactament a la localitat de Canale, morí Gioacchino da Fiore, mentre vigilava les obres de construcció del nou monestir.

## Llocs d'interès
- Chiesa di San Nicola - Església parroquial.
- Chiesa di San Giovanni Battista -
- Chiesa di Sant'Antonio da Padova - al costat del convent dels Frati Francescani (frares franciscans)
- Grancia di San Martino di Giove, el lloc on morí l'abat Gioacchino.[2]